# Claes Endre
Claes Endre, född 3 november 1995 i Stockholm, är en svensk professionell ishockeymålvakt som spelar för Vimmerby Hockey i Hockeyallsvenskan.